# Bathyraja smithii
Bathyraja smithii  — вид хрящевых рыб рода глубоководных скатов семейства Arhynchobatidae отряда скатообразных. Обитают в юго-восточной части Атлантического океана. Встречаются на глубине до 1020 м. Их крупные, уплощённые грудные плавники образуют округлый диск со треугольным рылом. Максимальная зарегистрированная длина 120 см. Откладывают яйца. Питаются в основном крабами. Являются объектом целевого промысла. 

## Таксономия
Впервые новый вид был научно описан в 1841 году как Raja smithii.  Вид назван в честь Эндрю Смита, шотландского зоолога, собравшего материал для исследований. Синтип представляет собой самца длиной 41 см, пойманного в проливе Босфор (41°30′ с. ш. 29°10′ в. д.).  

## Ареал
Эти скаты широко распространены в глубоких водах юго-восточной Атлантики у берегов Намибии и ЮАР. Встречаются в верхней части материкового склона на глубине от 250 до 1020 м. Молодняк держится глубже 800 м.   

## Описание
Широкие и плоские грудные плавники этих скатов образуют ромбический диск с широким треугольным рылом и закруглёнными краями. Позади глаз имеются брызгальца. На вентральной стороне диска расположены 5 жаберных щелей, ноздри и рот. Хвост короче диска и покрыт рядом срединных колючек. На хвосте пролегают латеральные складки. У этих скатов 2 редуцированных спинных плавника и редуцированный хвостовой плавник. На дорсальной поверхности диска молодых скатов имеется срединный ряд колючек, который с возрастом исчезает.  Дорсальная поверхность диска окрашена в сероватый цвет, иногда с белыми пятнами. Вентральная поверхность диска белая с тёмно-серыми отметинами в жаберной области, на брюхе и вдоль хвоста. Поперечные полоски на хвосте отсутствуют.

## Биология
Эмбрионы питаются исключительно желтком. Эти скаты откладывают яйца, заключённые в роговую капсулу с твёрдыми «рожками» на концах. Рацион в основном состоит из рыб, таких как барракуды и хеки и лировые, а также беспозвоночных (креветок и кальмаров).      

## Взаимодействие с человеком
Эти скаты не представляют коммерческой ценности, однако попадаются в качестве прилова в ходе коммерческого промысла костистых рыб. В ареале ведётся интенсивный лов. Данных для оценки Международным союзом охраны природы охранного статуса вида недостаточно.